# Hell Chose Me
Hell Chose Me — третий альбом американской дэткор-группы Carnifex, выпущенный 16 февраля 2010 года лейблом Victory Records.

## Об альбоме
Группа начала записывать альбом в 2009 году. После выпуска альбом получил положительные отзывы и признание за музыкальный стиль, структуру и концепцию. Carnifex потратили больше времени на написание этого альбома, чем на предыдущие.

## Список композиций
| №                   | Название                 | Длительность |
| ------------------- | ------------------------ | ------------ |
| 1.                  | «Hell Chose Me»          | 3:32         |
| 2.                  | «Dead Archetype»         | 2:31         |
| 3.                  | «Entombed Monarch»       | 3:45         |
| 4.                  | «Names Mean Nothing»     | 2:59         |
| 5.                  | «Heartless»              | 4:13         |
| 6.                  | «Sorrowspell»            | 3:37         |
| 7.                  | «The Scope of Obsession» | 2:56         |
| 8.                  | «By Darkness Enslaved»   | 3:40         |
| 9.                  | «The Liar's Funeral»     | 3:03         |
| 10.                 | «Genocide Initiative»    | 4:21         |
| Общая длительность: | Общая длительность:      | 34:33        |

| №                   | Название                        | Длительность |
| ------------------- | ------------------------------- | ------------ |
| 11.                 | «Angel of Death» (Slayer cover) | 4:48         |
| Общая длительность: | Общая длительность:             | 39:11        |

## Участники записи
- Шон Кэмерон — ударные, клавишные
- Скотт Льюис — вокал
- Кори Арфорд — гитара
- Райян Гудмондс — гитара
- Фред Калдерон — бас-гитара

## Позиции в чартах
| Чарт (2010)                            | Позиция |
| -------------------------------------- | ------- |
| США (Billboard Independent Albums)     | 27      |
| США (Billboard Top Hard Rock Albums)   | 22      |
| США (Billboard Top Heatseekers Albums) | 4       |